# Tenzin Gyatso
Jetsun Jamphel Ngawang Lobsang Yeshe Tenzin Gyatso, född Lhamo Dhondrub den 6 juli 1935 i Taktser i Amdo i nordöstra Tibet (del av nuvarande Qinghai), är det religiösa namnet på den fjortonde och nuvarande Dalai lama. Han är en av de högsta ledarna inom gelug-skolan inom den tibetanska buddhismen och leder den tibetanska exilregeringen i Dharamsala. Han fick Nobels fredspris 1989.

## Barndom och identifiering som Dalai lama
Enligt en profetia skulle den fjortonde Dalai lama återfödas i östra Tibet, varför den tibetanska regeringen sände en grupp munkar och regeringstjänstemän, maskerade till handelsmän, till Amdo för att identifiera Dalai lamas inkarnation. I Amdo utarbetades en lista på möjliga kandidater och sent på vintern 1937 anlände man till det hus i Taktser, där den tvåårige Lhamo Dhondrubs familj bodde. När en av de förklädda lamorna bad barnet gissa hans namn, "svarade han emellertid inte bara rätt utan kunde också säga vilket kloster som laman tillhörde. Pojken fick genomgå en mångfald undersökningar som huvudsakligen bestod i att bland en mängd föremål peka ut dem som tillhört den trettonde Dalai lama, vilket pojken gjorde utan att missta sig. Sedan man även hade gjort en kroppsundersökning och upptäckt en uppsättning av den föregående Dalai lamas fysiska kännetecken, ansåg man sig vara säker på att i barnet ha funnit den nya inkarnationen av Dalai lama.
Han fick det religiösa namnet Jetsun Jamphel Ngawang Lobsang Yeshe Tenzin Gyatso (Helige herre, vänlig ära, barmhärtig, trons försvarare, hav av vishet) som tvååring då det ansågs att han var en reinkarnation av Thubten Gyatso, den trettonde Dalai lama. Tibetaner omnämner honom som Kündün – Närvaron. Flera av hans syskon identifierades senare till lamor, bland annat hans äldre bror Thubten Jigme Norbu.
Eftersom Amdo lydde under den huikinesiske krigsherren Ma Bufang i Xining, var munkarna tvungna att utverka tillstånd från honom för att kunna föra Tenzin Gyatso till Lhasa. Detta tillstånd fick de först efter att ha betalat en lösensumma på hundratusentals silverdollar till Ma. Därefter kunde pojken föras till Lhasa för att inleda intensiva buddhistiska studier. Större delen av Tenzin Gyatsos familj flyttade så småningom också till staden.

## Ledare för Tibet under kinesiskt styre
Den 17 november 1950, vid en ålder av femton år, blev han utropad som Tibets statsöverhuvud. Kort därefter intog trupper från Folkets befrielsearmé Tibet, och Dalai lamas regering tvingades skriva på Sjuttonpunktsöverenskommelsen 1951, vilken erkände Kinas överhöghet över Tibet samtidigt som den kinesiska regeringen lovade att inte avsätta Dalai lamas regering.
1954 bjöds han och Panchen Lama till Peking av centralregeringen för att delta i den första Nationella Folkkongressen. Under sitt besök fick han träffa en rad kinesiska kommunistiska ledare, som Mao Zedong, Zhou Enlai och Chen Yi. Under sitt besök ansökte Tenzin Gyatso om medlemskap i Kinas kommunistiska parti, men hans ansökan avslogs.
1955 blev han utsedd till ordförande i den "förberedande kommittén för den autonoma regionen Tibet," vilken formellt hade ansvaret för att reformera samhällssystemet i Tibet och skapa en autonom region. Den reella makten över reformprogrammet var dock i händerna på den lokala partikommittén för Kinas kommunistiska parti, där inga tibetaner fanns representerade.
1956 bjöd ett indiskt buddhistiskt sällskap Dalai lama och Panchen lama att resa till Indien för att fira Buddha Jayanti, 2500-årsminnet av den historiska Buddhas födelse. Efter viss tvekan lät de kinesiska myndigheterna Dalai lama att resa till Indien, där han fick besöka flera indiska heliga platser och lärde känna Mahatma Gandhis idéer om icke-våld. Dalai lama fick också träffa den indiske premiärministern Jawaharlal Nehru. Under besöket övervägde Dalai Lama att stanna kvar och gå i landsflykt, men hans kinesiska följeslagare övertalade honom att återvända till Tibet.
I samband med att kinesiska myndigheter genomförde jordreformer i tibetanska områden Sichuan och Qinghai startade ett gerillauppror bland tibetanerna i dessa områden och flyktingar började strömma in i Lhasa, vilket ökade oron i centrala Tibet. Under de följande åren försökte han genom diplomati och förhandlingar upprätthålla freden i Tibet, men när ett uppror mot det kinesiska styret bröt ut i mars 1959 drevs han i landsflykt till Indien.
Sedan 1951 har uppskattningsvis hundratusentals tibetaner dött som en direkt följd av tvångsarbete, avrättningar, fängelsevistelser och hungersnöd, vilket innebär att tibetanerna drabbats oproportionerligt hårt av kommunistpartiets styre. 1959 anklagade den Internationella juristkommissionen den kinesiska regeringen för folkmord i en uppmärksammad rapport.

## Exil i Indien

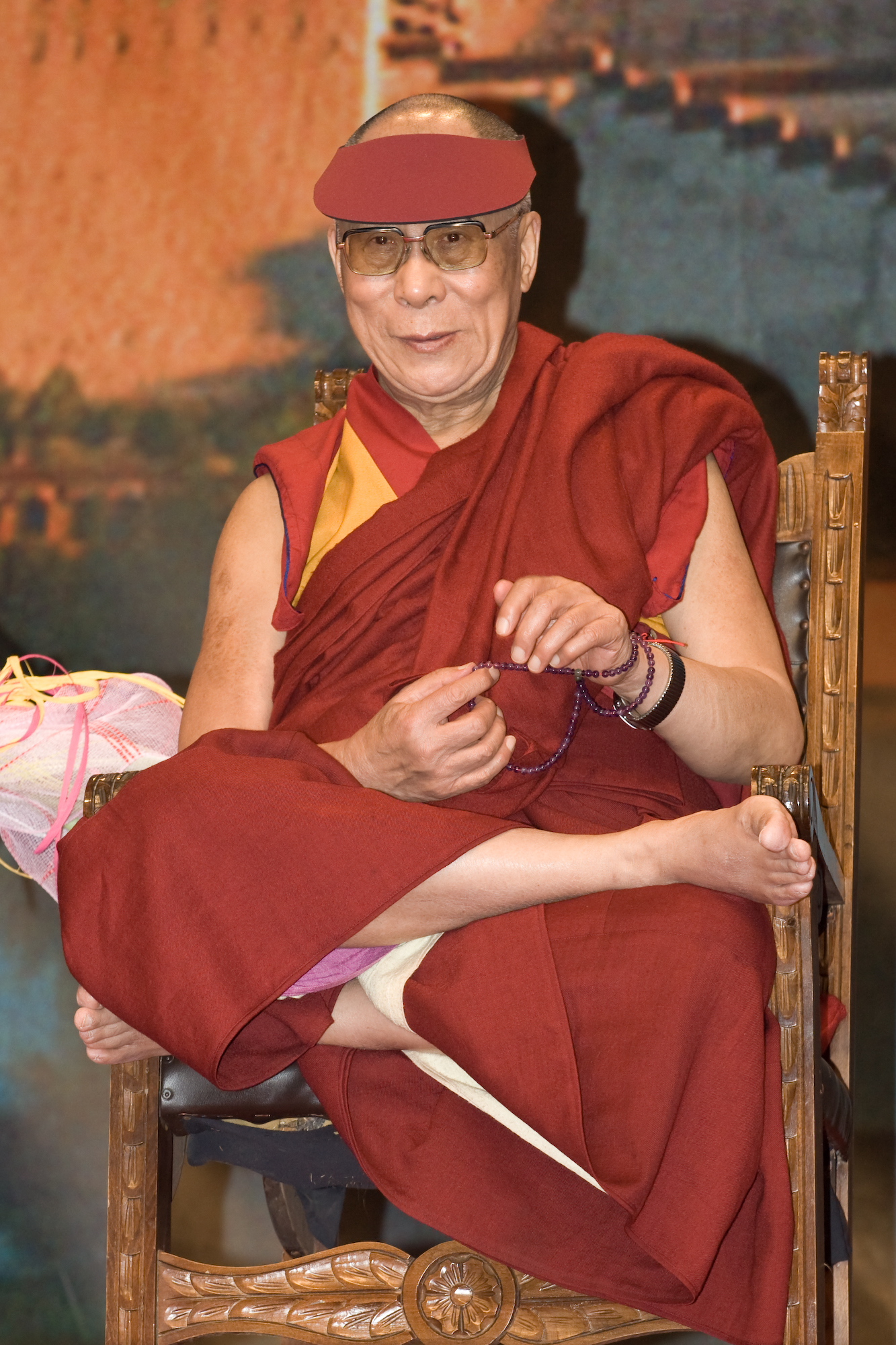
Tenzin Gyatso under ett besök i Italien (2007)

Den indiska regeringen gav Dalai lama politisk asyl i Indien och lät honom grunda en tibetansk exilregering i Dharamsala. Från sin exil har han sedan dess fört en fredlig kamp för Tibets självbestämmande och religiösa särart. Han har beskrivit den kinesiska politiken i Tibet som ett "kulturellt folkmord". Detta innefattar bland annat en omfattande inflyttning av etniska kineser så att tibetanerna numera är i minoritet i sitt eget land. Regeringen i Peking har svarat på Dalai lamas kritik med att bl.a. anklaga honom för att förespråka ”etnisk rensning”.
På 1970-talet började Dalai lama resa utomlands för att skapa stöd för tibetanernas sak. Dalai lama besökte Sverige första gången den 13-17 oktober 1973 och har återvänt ett flertal gånger sedan dess.
I samband med att Deng Xiaoping inledde ekonomiska reformer i Kina har Dalai lamas exilregering fört en dialog med den kinesiska regeringen om Tibet och Dalai lamas ställning, men hittills har dialogen inte lett till någon överenskommelse mellan de två parterna. Den 15 juni 1988 höll Dalai lama ett uppmärksammat anförande inför Europaparlamentet i Strasbourg, där han gav upp kravet på ett självständigt Tibet och lade fram en plan för "verklig autonomi". Den kinesiska regeringen avvisade Dalai lamas plan.
Efter oroligheterna i Tibet 2008 skärptes tonen mot Dalai lama ytterligare då den kinesiska regeringen pekade ut honom som skyldig till oroligheterna. Den kinesiska regeringen har också aktivt försökt hindra Dalai lama från att besöka främmande länder och hotat med repressalier mot utländska regeringschefer som träffar honom.

## Lära
Ända sedan de första kinesiska trupperna trängde in i Tibet, har Tenzin Gyatso förespråkat en fredlig lösning och tagit avstånd från våld. Liksom Gandhi värderar han människan alltför högt för att tro att våldsmetoder skall kunna lösa problemen. Hans övertygelse är att det inom alla människor, även hos de grymmaste, finns resurser av medkänsla, sanningslidelse och rättskänsla.[källa behövs]
Han har alltsedan sin landsflykt 1959 kämpat för Tibets självstyre.
Den tibetanske ledaren har vid upprepade tillfällen givit uttryck för uppfattningen, både för sina landsmän och i internationella sammanhang, att fienden är en av de bästa lärarna på den andliga vägen. Endast av fienden kan man lära sig tålamod, självbehärskning och fördragsamhet. Fienden drar fram de negativa sidorna hos oss själva i ljuset och ger oss en chans att bearbeta dem, har han ofta sagt.[källa behövs]

## Utmärkelser
Dalai Lama fick 1989 Nobels fredspris för "sitt motstånd mot att använda våld i sin kamp för att återfå sitt folks frihet". 2007 tilldelades Dalai Lama den amerikanska kongressens guldmedalj.

## Finansiering av gerillaverksamhet
I oktober 1998 erkände Dalai Lama-administrationen att de tagit emot 1,7 miljoner dollar årligen under 1960-talet från USA:s regering genom CIA.  Pengarna skulle finansiera en tibetansk gerillaverksamhet, vilket inkluderade ett träningsläger i Colorado, USA, för att bekämpa Kina.

## Filmer
Det har gjorts en rad filmer om den 14:e Dalai lama:
- Kundun (1997), regisserad av Martin Scorsese
- Sju år i Tibet (1997), regisserad av Jean-Jacques Annaud